# Fujara

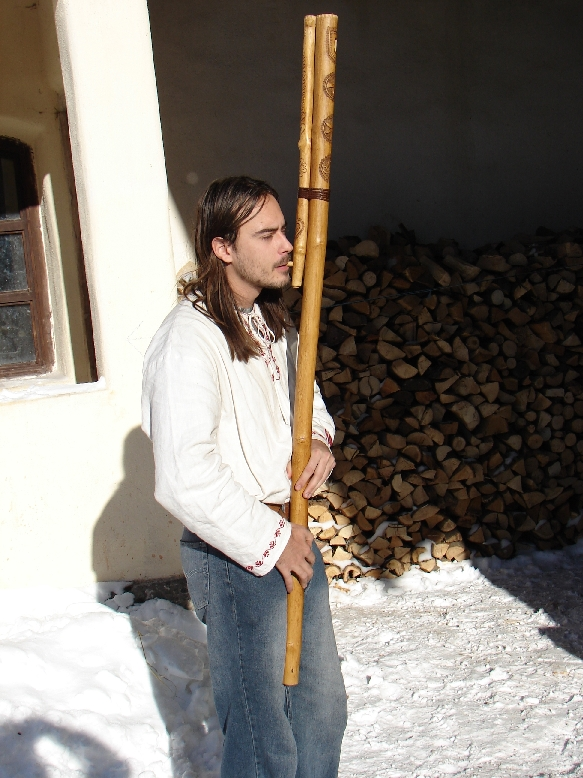
Fujara

Fujara, auch fujera, fujarka und fujaruoka,  ist eine lange, senkrecht gehaltene Schnabelflöte, die in der Slowakei traditionell von Hirten gespielt wird.
In der Literatur des 18. und 19. Jahrhunderts kommen neben fujara auch die Bezeichnungen fluera und frujera vor. Sie werden auf das Verb fœkat, fujat („blasen“) zurückgeführt und hängen mit anderen Bezeichnungen von Flöten im südosteuropäischen Raum, darunter rumänisch fluier, zusammen. Die fujara ist Bestandteil des Immateriellen Kulturerben der Menschheit.

## Bauform
Die fujara besteht aus einer langen Spielröhre und einem Anblasrohr. Ihre Größe variiert, am häufigsten ist sie jedoch zwischen 1,30 m und 1,70 m lang. Das Anblasrohr ist mit einem Lederriemen oder einem Messingband an der Flötenröhre festgebunden. Im unteren Teil der Flötenröhre befinden sich drei vorderständige Grifflöcher. Sie wird meistens auf G gestimmt.
Es gibt eine fujara-dvojka („Doppel-Fujara“) mit zwei parallelen Spielröhren entsprechend der Doppelflöte dvojačka und eine „Dreifach-Fujara“ mit drei Spielröhren.

## Herkunft

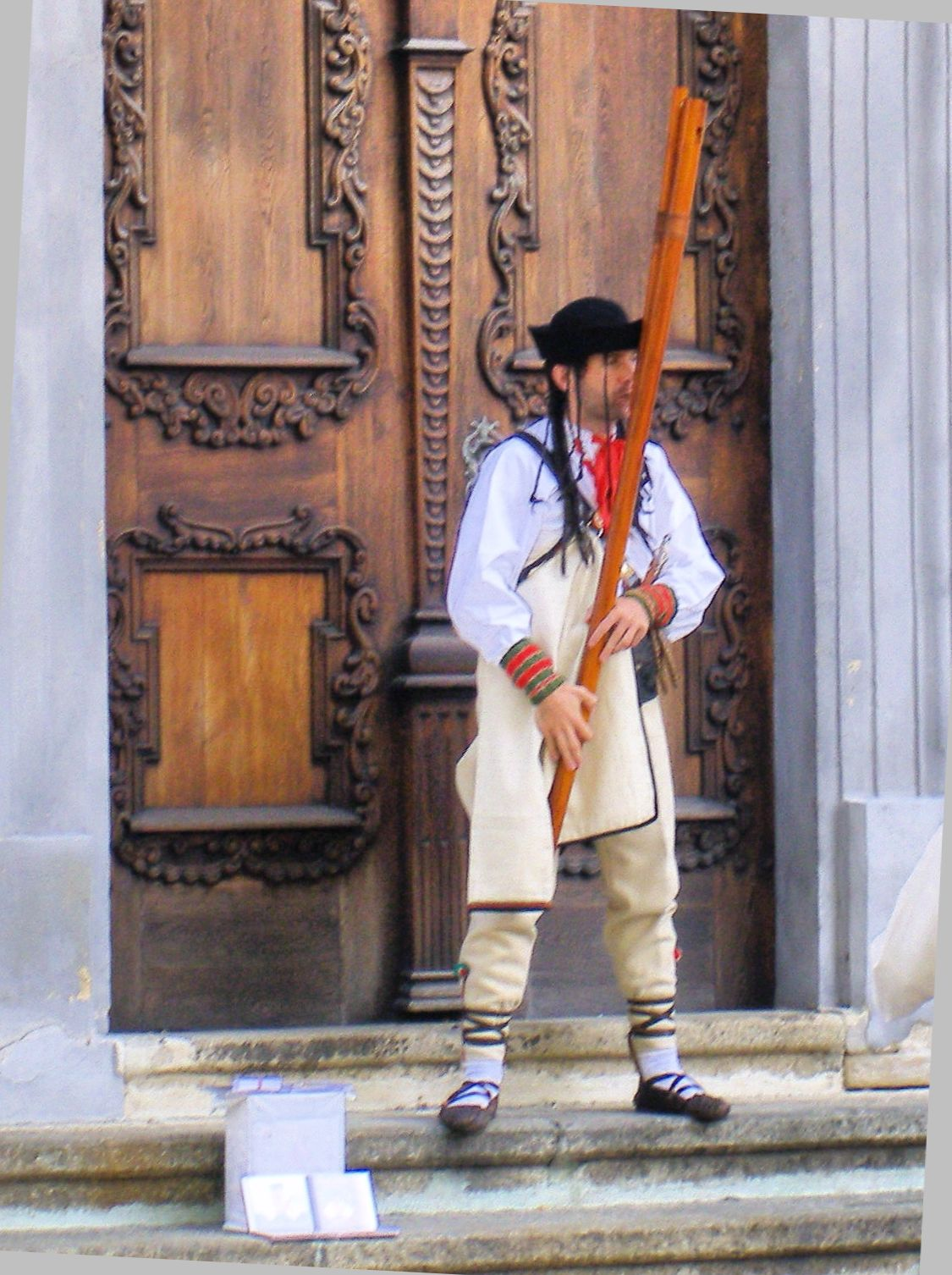
Fujara-Spieler in Bratislava

Im 14. Jahrhundert kamen Walachen aus dem heutigen Gebiet von Rumänien über die Karpaten in das Gebiet der heutigen Slowakei. Sie waren Hirten, die es verstanden, die Schafe und Ziegen bis über 1000 Meter Höhe zu hüten. Diese Hirten nahmen aus ihrer Heimat Flöten mit, die jedoch nicht größer als 130–140 cm waren. Erst im Gebiet der Hohen Tatra, das die Ausläufer der Karpaten bildet, bauten die Walachen fujaras von 170 cm.
Die fujara zählt zu den charakteristischen slowakischen Volksinstrumenten. Sie stammt aus dem Zvolen-Gebiet und der Bergkuppe der Poľana. Das breite Tal erstreckt sich zwischen Zvolen und Podkriváň und reicht bis in die südslowakischen Gebiete von Novohrad, Hont und Gemer. Da das Zentrum von der Stadt Detva gebildet wird, nennt man die fujara oft auch detvianska fujara („Fujara aus Detva“). Hier finden sich die bekanntesten Hersteller und die besten Spieler. Seit einigen Jahren wird die fujara auch in anderen Teilen der Slowakei gebaut. Ferner gibt es einzelne Fujara-Bauer in Deutschland, Belgien und in der Schweiz. 
Musiker, die fujara spielen, sind Max Brumberg, Jan Marmenout, Bernhard Mikuskovics, Winfried Skrobek, Marco Trochelmann und Gérard Widmer.

## Spielweise
Die Flöte produziert eine Naturtonleiter. Mit stärkerem Blasdruck lassen sich höhere Obertöne isolieren. Eine Ornamentierung, mit der typischerweise ein Lied beginnt, sind durch kurze starke Blasstöße (als Staccato) erzeugte Obertonakkorde (rozfuk). Weitere melodische Ornamentierungen sind prefuk (englisch whoosh) und Fingervibrato. Beim prefuk wird ein normal geblasener Ton durch einen starken Luftschwall verlängert, wodurch sämtliche Obertöne zugleich hörbar sein sollten. Beim mumlanie (etwa „flüstern“) wird die fujara sehr fein angeblasen, um die tiefsten Töne zu erzeugen.
Verwandt mit der fujara ist die koncovka, eine Obertonflöte. Diese ist 80 bis 100 cm lang und wird oben am Kopf des Instrumentes eingeblasen und hat keine Löcher. Der Ton wird ebenfalls durch die Einblasstärke verändert und durch die Hand am unteren Ende variiert. Die fujara ist eine der 35 bekannten Typen von Kernspaltflöten in der Slowakei. Seltener sind traditionell ebenfalls von Hirten gespielte Einfachrohrblattinstrumente wie die drček. 
Das Instrument und die traditionelle Musik der fujara wurden im Jahr 2005 in die UNESCO-Liste der Meisterwerke des mündlichen und immateriellen Erbes der Menschheit aufgenommen.